# 2. Spielklasse (Feldhandball) 1941
Die Spielzeit 1941 war die 7. reguläre Spielzeit der 2. Spielklasse im Schweizer Feldhandball.

## Modus
Die Regionalmeister spielten in einer Finalrunde um den 2. Spielklassetitel.

## Finalrunde

### Rangliste
| Pl.                              |  | Verein                     | Sp. | S | U | N | Tore  | Diff. | Punkte |
| -------------------------------- |  | -------------------------- | --- | - | - | - | ----- | ----- | ------ |
| 1.                               |  | BTV Basel (RM-Z)           | 0   | 0 | 0 | 0 | 00:00 | ±0    | 00:00  |
| 2.                               |  | GG Bern II (RM-W)          | 0   | 0 | 0 | 0 | 00:00 | ±0    | 00:00  |
| 3.                               |  | TV Kaufleute Zürich (RM-O) | 0   | 0 | 0 | 0 | 00:00 | ±0    | 00:00  |
| Quelle: SHV-Resultatbüechli 1982 |  |                            |     |   |   |   |       |       |        |

| Zum Finalrundeende 1941:    |                         |
|                             |                         |
|                             | 2. Spielklasse Meister  |
|                             |                         |
| Zum Regionalrundeende 1941: |                         |
| (RM-Z)                      | Regionalmeister Zentral |
| (RM-W)                      | Regionalmeister West    |
| (RM-O)                      | Regionalmeister Ost     |